# Бенавенте, Кристиан
Кристиан Бенавенте Бристоль (исп. Cristian Benavente Bristol; род. 19 мая 1994, Алькала-де-Энарес, Испания) — испанско-перуанский футболист, полузащитник «Альянса Лима». Бывший игрок сборной Перу.

## Семья
Отец Кристиана — Агустин Бенавенте, испанский футзальный игрок, мать — Магали Бристоль, перуанская волейболистка.

## Карьера

### Клубная
В 2002 году Кристиан отправился в «Реал Мадрид», где провёл большую часть своей карьеры, играя в юношеских командах. В июле 2013 был переведён в «Реал Мадрид Кастилья», за который дебютировал в Сегунде 24 августа во встрече с «Алькорконом».
17 июля 2015 года Кристиан подписал 2-летний контракт с Милтон-Кинс Донс .

### Международная
Благодаря национальности матери Кристиан вызывался в юношескую и молодёжную сборные Перу. В январе 2013 был включен в состав сборной Перу на молодёжный чемпионат Южной Америки, проходящем в Аргентине. На турнире Кристиан отметился голами в матчах против сборных Уругвая и Венесуэлы.
18 апреля 2013 года дебютировал в главной сборной Перу в товарищеской встреч со сборной Мексики. 1 июня того же года во встрече с Панамой отметился первым забитым мячом.
Голы за национальную сборную
| № | Дата        | Место                                    | Соперник          | Гол | Результат | Соревнование      |
| - | ----------- | ---------------------------------------- | ----------------- | --- | --------- | ----------------- |
| 1 | 1 июня 2013 | Estadio Rommel Fernández, Панама, Панама | Панама            | 2-1 | 2-1       | Товарищеский матч |
| 2 | 23 мая 2016 | Национальный стадион, Лима, Перу         | Тринидад и Тобаго | 4-0 | 4-0       | Товарищеский матч |